# Pseudosphyrapus serratus
Pseudosphyrapus serratus is een naaldkreeftjessoort uit de familie van de Sphyrapidae. De wetenschappelijke naam van de soort werd in 1882 voor het eerst geldig gepubliceerd door Georg Ossian Sars.